# Dena Dietrich
Pour les articles homonymes, voir Dietrich.
Dena Dietrich est une actrice américaine née le 4 décembre 1928 à Pittsburgh, Pennsylvanie (États-Unis) et morte le 21 novembre 2020 à Los Angeles.

## Filmographie
- 1973 : Adam's Rib (série télévisée) : Gracie Peterson
- 1974 : Le Visiteur de la nuit (The Strange and Deadly Occurrence) (TV) : Audrey
- 1974 : The Crazy World of Julius Vrooder : la mère
- 1975 : Karen (série télévisée) : Dena Madison
- 1975 : The Wild Party : Mme Murchison
- 1976 : The Practice (série télévisée) : Molly Gibbons
- 1978 : Getting Married (TV) : Sylvia Carboni
- 1979 : The North Avenue Irregulars : Mère Carlisle
- 1979 : But Mother! (TV) : Billie Barkley
- 1979 : On the Air Live with Captain Midnight : la mère
- 1980 : Horizons : la mère
- 1980 : Un bébé de plus (Baby Comes Home) (TV) : Dora
- 1981 : La Folle Histoire du monde (History of the World: Part I) : Competance
- 1982 : Scamps (TV) : Mlle Pitts
- 1984 : La Force du destin ("All My Children") (série télévisée) : Carlotta Stolpinsky (1984) / Wilma Marlowe (#3) (1994)
- 1984 : Santa Barbara ("Santa Barbara") (série télévisée) : Katie Wallace (1985)
- 1989 : Désorganisation de malfaiteurs ("Disorganized Crime") : le juge D. Greenwalt
- 1990 : Gravedale High (série télévisée) (voix)
- 2000 : Le Ciel à l'envers (The Sky Is Falling) : Mme Jacobs
- 2005 : Sister's Keeper : Harriette
- 2005 : Fielder's Choice (TV) : Bessie

Tv. La croisière s’amuse